# Juanes MTV Unplugged
Juanes MTV Unplugged är det sjätte album släpptes av singer-songwriter Juanes, och den första album inspelade helt live. Dess release datum är planerad till 29 maj 2012, som spelas den 1 februari det året i Miami, USA. Albumet produktion leddes av låtskrivaren Juan Luis Guerra och gästades av Joaquin Sabina och Paula Fernandes på scenen. Den första singeln från produktionen släpptes den 5 mars 2012 och består av en outgiven låt som spelades in under konserten "La Señal".

## Låtlista
- "Fíjate Bien"  	Juanes
- "La Paga"  	Juanes
- "Nada Valgo Sin Tu Amor"  	Juanes
- "Es Por Tí"  	Juanes
- "Todo en Mi Vida Eres Tú"  	Juanes
- "A Dios le Pido"  	Juanes
- "Hoy Me Voy" (featuring Paula Fernandes)	Juanes
- "Volverte a Ver"  	Juanes
- "La Camisa Negra"  	Juanes
- "Azul Sabina" (featuring Joaquín Sabina)
- "Para Tu Amor"
- "La Señal"  	Juanes	3:42
- "Me Enamora"  	Juanes
- "Odio por Amor"    Juanes